# Desmia ploralis
Desmia ploralis là một loài bướm đêm trong họ Crambidae.